# Bahnstrecke Čata–Balassagyarmat
| Streckennummer: | MÁV: 75A                                                                          |                                  |                                  |
| Kursbuchstrecke (MÁV): | 75                                                                                |                                  |                                  |
| Kursbuchstrecke: | ŽSR: 153                                                                          |                                  |                                  |
| Streckenlänge: | 60,52 km                                                                          |                                  |                                  |
| Spurweite: | 1435 mm (Normalspur)                                                              |                                  |                                  |
| Streckenklasse: | Čata–Ipeľský Sokolec: C3 Ipeľský Sokolec–Šahy: B2 Drégelypalánk–Balassagyarmat: A |                                  |                                  |
| Maximale Neigung: | 25 ‰                                                                              |                                  |                                  |
| Streckengeschwindigkeit: | 60 km/h                                                                           |                                  |                                  |
| |                                                                                   |                                  |                                  |
| \| \| \| von Štúrovo \| \| \| \| 0,000 \| Čata (Csata) \| Čata (Csata) \| \| \| \| nach Levice \| \| \| \| 1,400 \| Hron \| Hron \| \| \| 4,796 \| Zalaba \| Zalaba \| \| \| 9,499 \| Pastovce (Ipolypásztó) \| Pastovce (Ipolypásztó) \| \| \| 12,984 \| Bielovce (Ipolybél) \| Bielovce (Ipolybél) \| \| \| 17,063 \| Ipeľský Sokolec (Ipolyszakállos) \| Ipeľský Sokolec (Ipolyszakállos) \| \| \| 19,261 \| Ipeľ \| Ipeľ \| \| \| 20,580 \| Kubáňovo (Szete) \| Kubáňovo (Szete) \| \| \| 22,654 \| Vyškovce nad Ipľom (Ipolyvisk) \| Vyškovce nad Ipľom (Ipolyvisk) \| \| \| 28,580 \| Preseľany nad Ipľom \| Preseľany nad Ipľom \| \| \| \| von Krupina \| \| \| \| 31,486 \| Šahy (Ipolyság) \| Šahy (Ipolyság) \| \| \| 31,800 \| Staatsgrenze Slowakei–Ungarn \| Staatsgrenze Slowakei–Ungarn \| \| \| \| Hont \| \| \| \| 38,900 \| Drégelypalánk \| Drégelypalánk \| \| \| \| nach Vác \| \| \| \| 43,700 \| Ipolyvece mh. \| Ipolyvece mh. \| \| \| 50,500 \| Dejtár \| Dejtár \| \| \| \| Lókos-patak \| \| \| \| 52,800 \| Ipolyszög mh. \| Ipolyszög mh. \| \| \| 56,600 \| Égerláp mh. \| Égerláp mh. \| \| \| \| Anschluss Prysmian \| \| \| \| 60,400 \| Balassagyarmat \| Balassagyarmat \| \| \| \| nach Galgamácsa \| \| \| \| \| nach Lučenec \| \| |                                                                                   |                                  |                                  |
| Strecke |                                                                                   | von Štúrovo                      | von Štúrovo                      |
| Bahnhof | 0,000                                                                             | Čata (Csata)                     | Čata (Csata)                     |
| Abzweig geradeaus und nach links |                                                                                   | nach Levice                      | nach Levice                      |
| Brücke über Wasserlauf | 1,400                                                                             | Hron                             | Hron                             |
| Haltepunkt / Haltestelle | 4,796                                                                             | Zalaba                           | Zalaba                           |
| Bahnhof | 9,499                                                                             | Pastovce (Ipolypásztó)           | Pastovce (Ipolypásztó)           |
| Haltepunkt / Haltestelle | 12,984                                                                            | Bielovce (Ipolybél)              | Bielovce (Ipolybél)              |
| Bahnhof | 17,063                                                                            | Ipeľský Sokolec (Ipolyszakállos) | Ipeľský Sokolec (Ipolyszakállos) |
| Brücke über Wasserlauf | 19,261                                                                            | Ipeľ                             | Ipeľ                             |
| ehemaliger Haltepunkt / Haltestelle | 20,580                                                                            | Kubáňovo (Szete)                 | Kubáňovo (Szete)                 |
| Haltepunkt / Haltestelle | 22,654                                                                            | Vyškovce nad Ipľom (Ipolyvisk)   | Vyškovce nad Ipľom (Ipolyvisk)   |
| ehemaliger Haltepunkt / Haltestelle | 28,580                                                                            | Preseľany nad Ipľom              | Preseľany nad Ipľom              |
| Abzweig geradeaus und von links |                                                                                   | von Krupina                      | von Krupina                      |
| Kopfbahnhof Strecke ab hier außer Betrieb | 31,486                                                                            | Šahy (Ipolyság)                  | Šahy (Ipolyság)                  |
| Grenze (Strecke außer Betrieb) | 31,800                                                                            | Staatsgrenze Slowakei–Ungarn     | Staatsgrenze Slowakei–Ungarn     |
| Haltepunkt / Haltestelle (Strecke außer Betrieb) |                                                                                   | Hont                             | Hont                             |
| Kopfbahnhof Strecke bis hier außer Betrieb | 38,900                                                                            | Drégelypalánk                    | Drégelypalánk                    |
| Abzweig geradeaus und nach rechts |                                                                                   | nach Vác                         | nach Vác                         |
| Haltepunkt / Haltestelle | 43,700                                                                            | Ipolyvece mh.                    | Ipolyvece mh.                    |
| Bahnhof | 50,500                                                                            | Dejtár                           | Dejtár                           |
| Brücke über Wasserlauf |                                                                                   | Lókos-patak                      | Lókos-patak                      |
| Haltepunkt / Haltestelle | 52,800                                                                            | Ipolyszög mh.                    | Ipolyszög mh.                    |
| Haltepunkt / Haltestelle | 56,600                                                                            | Égerláp mh.                      | Égerláp mh.                      |
| Abzweig geradeaus und von rechts |                                                                                   | Anschluss Prysmian               | Anschluss Prysmian               |
| Bahnhof | 60,400                                                                            | Balassagyarmat                   | Balassagyarmat                   |
| Abzweig geradeaus und nach rechts |                                                                                   | nach Galgamácsa                  | nach Galgamácsa                  |
| Strecke |                                                                                   | nach Lučenec                     | nach Lučenec                     |

Die Bahnstrecke Čata–Balassagyarmat ist eine regionale Eisenbahnverbindung in der Slowakei und Ungarn. Sie zweigt in Čata von der Bahnstrecke Štúrovo–Levice ab und führt im Tal der Eipel über Šahy nach Balassagyarmat.
In Betrieb sind heute nur noch die Abschnitte Čata–Šahy in der Slowakei sowie Drégelypalánk–Balassagyarmat in Ungarn. Der grenzüberschreitende Verkehr wurde 1945 eingestellt, eine Wiederinbetriebnahme ist vorgesehen.

## Geschichte
Die Strecke durch das Eipeltal gehörte zu den ältesten Eisenbahnprojekten Ungarns, die insbesondere die Erzbergbaugebiete Oberungarns an das Eisenbahnnetz anschließen sollte. Die Hauptlinie sollte von Szob an der k.k. Südöstlichen Staatsbahn durch das Eipeltal nach Miskolc führen. Eine Zweigbahn war im Grantal nach Schemnitz und Neusohl vorgesehen. Zu einer Realisierung kam es jedoch nicht.

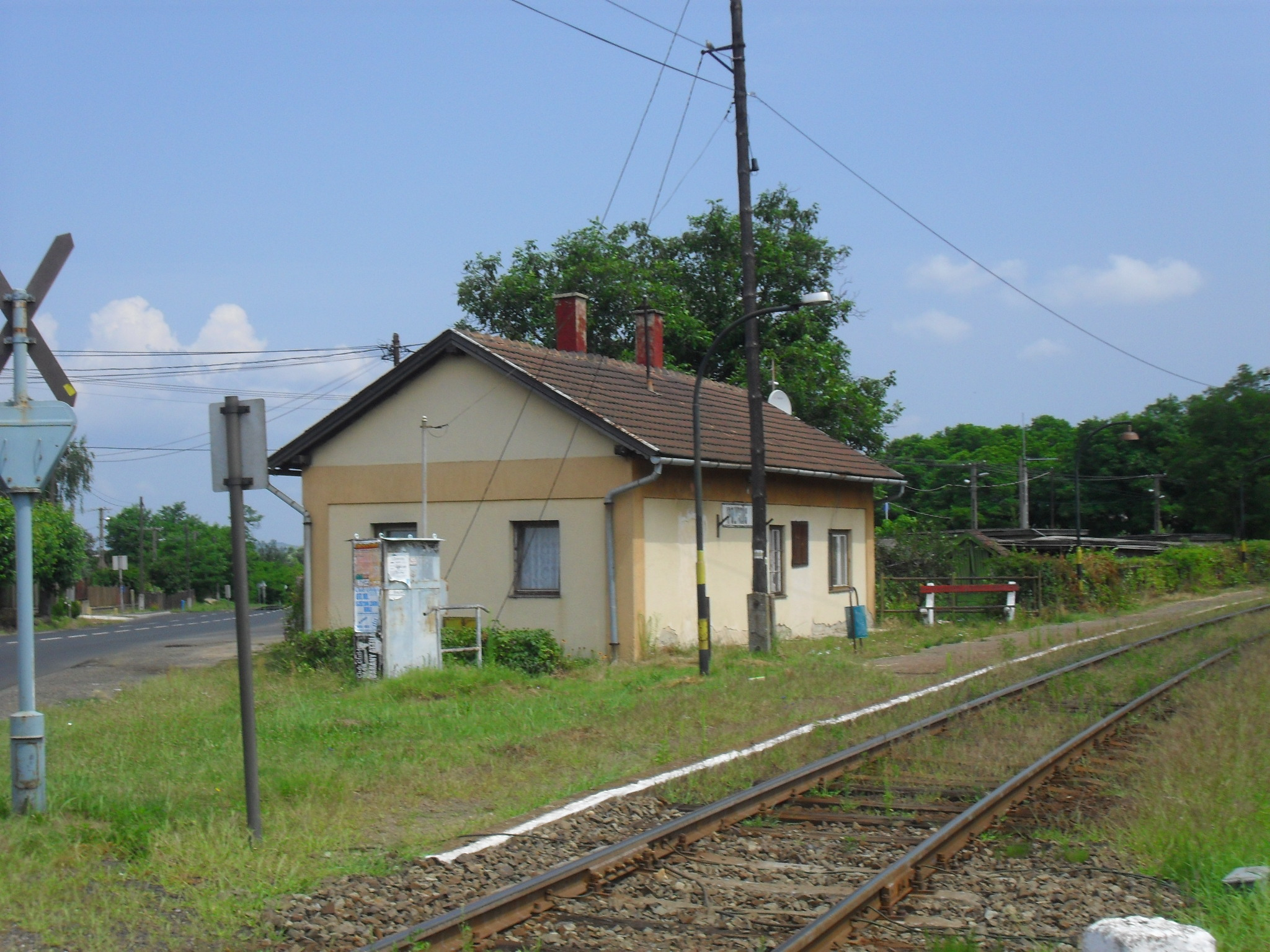
Haltestelle Ipolyszög (2010)

Später interessierte sich die Österreichisch-ungarische Staatseisenbahngesellschaft (StEG) für das Projekt. Infolge des sogenannten Dualisierungsvertrages von 1882 durfte die StEG ihr Netz in Ungarn nur noch um Lokalbahnen erweitern, die im Interesse des ungarischen Staates lagen. In dieser Situation erhielt die StEG die Konzession für die Strecke von Gran/Nána (heute: Štúrovo) über Csata nach Ipolysag. Am 1. Juni 1885 wurde die Strecke bis Csata und am 24. September 1886 bis Ipolysag eröffnet. Am 18. März 1887 erhielt die StEG noch die Konzession für die Zweigbahn Csata–Léva, die am 18. September 1887 eröffnet wurde. Beide Strecken waren administrativ als Gran-Eipel-Lokalbahnen (Garam–Ipolyvölgyi HÉV) zusammengefasst.
Am 1. Jänner 1891 wurde der ungarische Teil der StEG vom ungarischen Staat eingelöst und in die Königlich Ungarische Staatsbahnen (MÁV) eingegliedert. Die MÁV nahmen am 15. August 1891 die Streckenverlängerung von Ipolysag nach Balassagyarmat in Betrieb, deren Bau bereits in Regie der StEG begonnen worden war. Dazu kam am 7. April 1899 noch die Zweigbahn Ipolysag–Korpona.
Nach dem Zerfall Österreich-Ungarns im Oktober 1918 beanspruchte die Tschechoslowakei das gesamte Bahngebiet, obwohl die Strecke zur Gänze im ungarischen Sprachgebiet liegt. Der am 4. Juni 1920 geschlossene Vertrag von Trianon sah jedoch den Eipel als Grenzfluss vor, sodass nur die Teilstrecke bis Ipolysag fortan auf tschechoslowakischem Staatsgebiet lag. Die weitere Strecke verblieb in Ungarn. Auf diese Weise war der durchgehende Eisenbahnbetrieb von Csata über Ipolysag nach Korpona ohne Berührung ungarischen Staatsgebietes möglich.

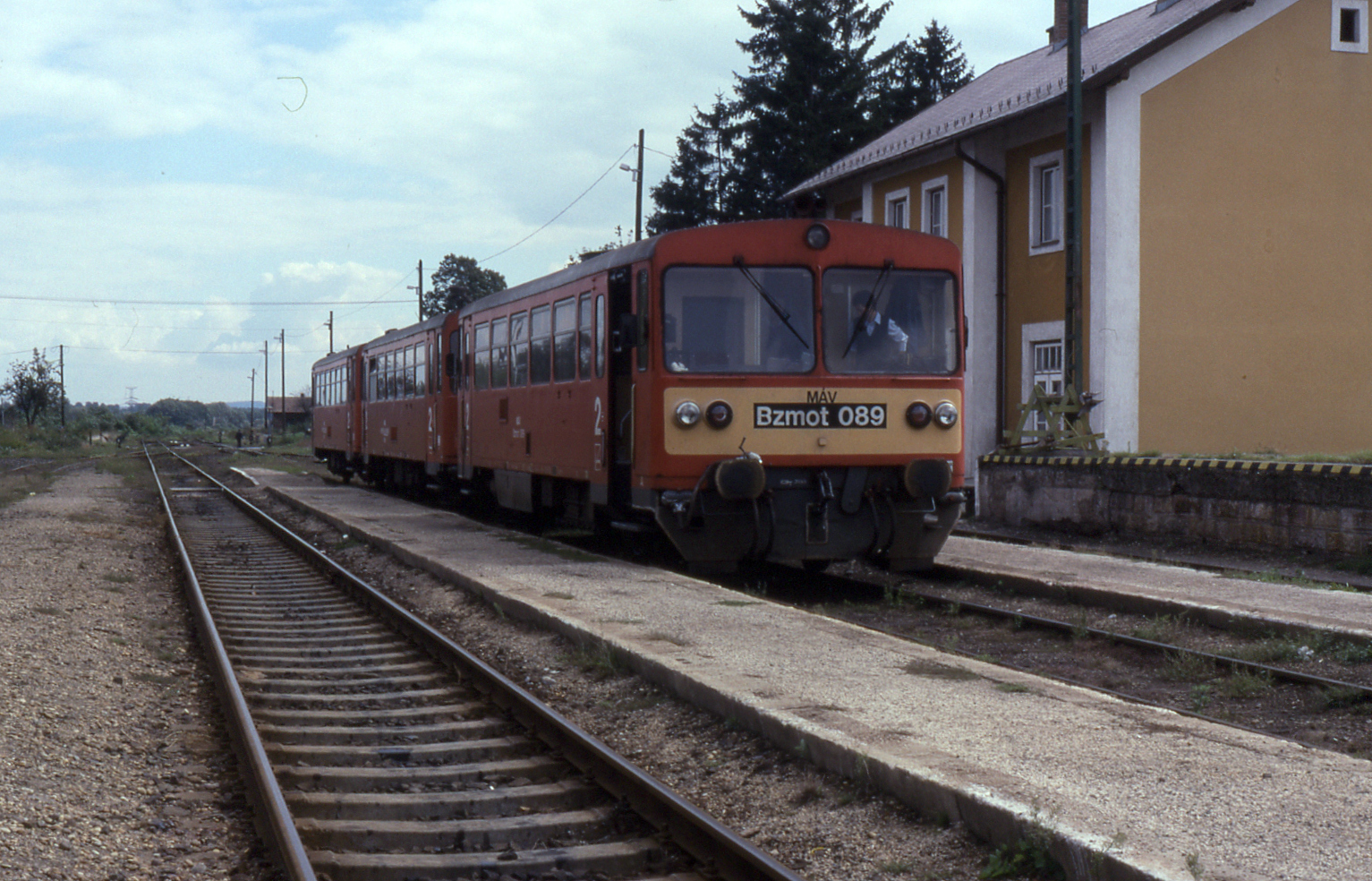
Bahnhof Drégelypalánk (1996)

Auf tschechoslowakischen Gebiet übernahmen die Tschechoslowakischen Staatseisenbahnen (ČSD) den Betrieb. Die ungarischen Betriebsstellennamen wurden in der Folge durch slowakische ersetzt.
Infolge des Ersten Wiener Schiedsspruches lag das Bahngebiet von November 1938 bis zum Ende des Zweiten Weltkriegs im Mai 1945 noch einmal zur Gänze in Ungarn. Über die wiedererrichtete Staatsgrenze wurde der Eisenbahnverkehr nicht wieder aufgenommen. Die Gleise wurden 1963 auf ungarischer Seite bis Drégelypalánk abgebaut.
Am 1. Januar 1993 ging der tschechoslowakische Abschnitt der Strecke in Folge der Dismembration der Tschechoslowakei an die neu gegründeten Železnice Slovenskej republiky (ŽSR) über.
Der Jahresfahrplan 2021 verzeichnet werktags fünf und an Wochenenden drei Personenzugpaare der ZSSK zwischen Čata und Šahy. Die früher übliche Durchbindung der Züge von und nach Zvolen gibt es nicht mehr. Der Fahrplan der MÁV-START verzeichnet werktags acht und an Wochenenden sieben Zugpaare in der Relation Vác–Balassagyarmat.